# Wilczoruda-Parcela
Wilczoruda-Parcela (dawn. Wilczoruda Nowa) – wieś sołecka w Polsce położona w województwie mazowieckim, w powiecie grójeckim, w gminie Pniewy. Wieś położona jest w dolinie rzeki Jeziorki.
W pobliżu mostu na Jeziorce, w pierwszej połowie XX wieku znajdował się młyn wodny. Do dziś zachował się tylko jaz. W czasie wojny właściciel młyna udzielał pomocy partyzantom, przechowywał broń, a jego żona organizowała tajne nauczanie.
W przedwojennym budynku mieszkalnym na lewym brzegu Jeziorki mieści się od roku 2009 galeria „Pomłynie”, w której eksponowane są dzieła sztuki artystów związanych z warszawską Akademią Sztuk Pięknych oraz artystów ludowych.
W latach 1975–1998 miejscowość administracyjnie należała do województwa radomskiego.